# Georg Emil Hansen

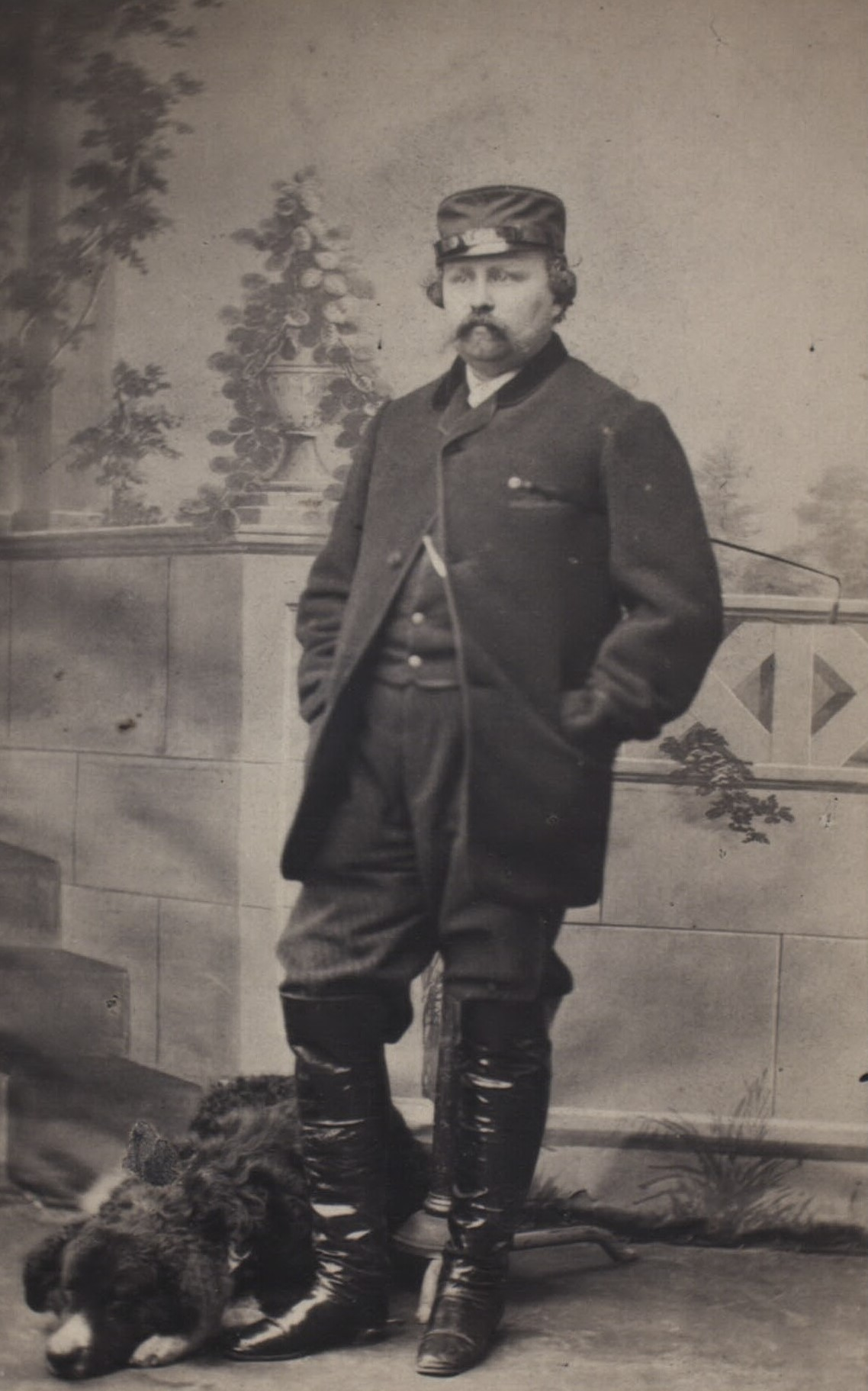
Georg Emil Hansen

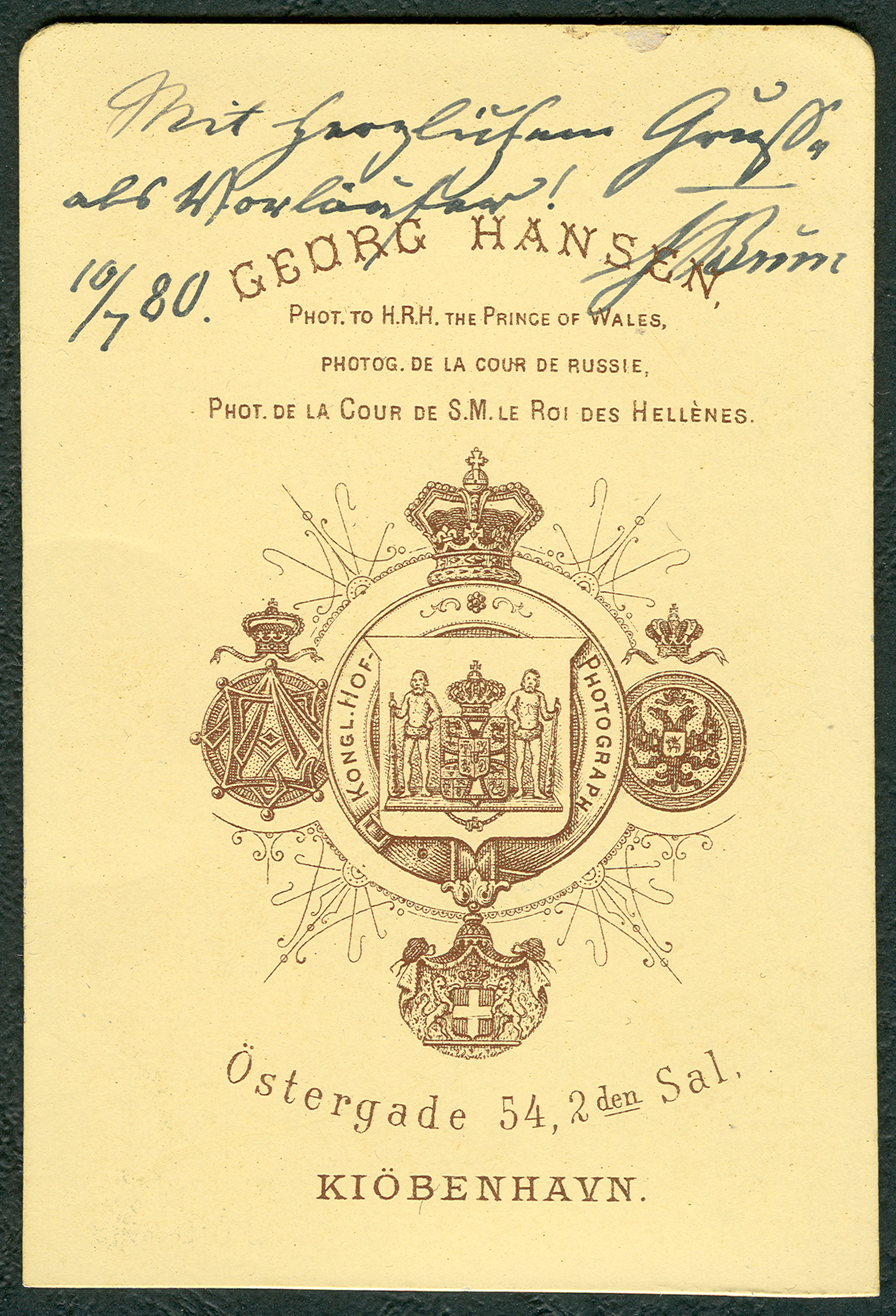
Revers einer CDV (datiert 1880) mit den Titeln als Hoffotograf

Georg Emil Hansen (* 12. Mai 1833 in Næstved; † 21. Dezember 1891 in Frederiksberg) war ein dänischer Fotograf.

## Leben
Georg Emil Hansen war ein Sohn des Daguerreotypisten Carl Christian Hansen und lernte zunächst das Handwerk seines Vaters. In den 1850er Jahren lernte er die Arbeit mit Glasnegativen und Papierbildern in Deutschland; 1854 eröffnete er zusammen mit seinem Vater ein Atelier in Kopenhagen und 1856 ein eigenes in der Bredgade 22. Später zog er mit seinem Atelier in die Bredgade 61 und schließlich in die Østergade 54 um.
Zahlreiche Bilder von Hans Christian Andersen stammen von Georg Emil Hansen, darunter auch die letzten Fotografien Andersens, die am 26. September 1874 wenige Monate vor dessen Tod aufgenommen wurden.
Die National Portrait Gallery in London besitzt 26 Fotos, die Hansen schuf.

## Auszeichnungen

### Medaillen
- 1862 wurde Hansen auf der Weltausstellung in London mit einer Medaille geehrt.[7]
- Später präsentierte Hansen insgesamt 6 Medaillen (jeweils mit Vor- und Rückseite) auf dem Revers eines Kartonträgers seiner Fotografien.[8]

### Titel als Hoffotograf
- 1864 wurde Hansen der Titel als dänischer Hoffotograf verliehen.[4]

Spätestens 1880 war er – ausweislich einer von noch unidentifizierter Hand datierten Carte de Visite (CDV) – außerdem Hoffotograf
- „H. R. H. the Prince of Wales“,
- „de la Cour de Russie“ (des Hofes des russischen Zaren) sowie
- des Hofes Seiner Majestät des Königs von Griechenland.[9]